# Joe's Bridge
Joe's Bridge is de bijnaam van brug nummer 9 over het Kanaal Bocholt-Herentals (of Maas-Scheldekanaal) in Lommelse wijk Barrier. De brug kreeg de naam van Britse troepen in september 1944. De brug diende als springplank voor het grondoffensief van de Operatie Market Garden.

## Herkomst van de naam
Op 10 september 1944 kregen Britse manschappen van de Irish Guards de ondermijnde brug bij een verrassingsaanval vanaf het aanpalende industriecomplex in Overpelt ongeschonden in handen.
Op dat moment leverden Duitse elitetroepen in het 12 km zuidelijker gelegen Hechtel nog hevige gevechten met de Welsh Guards in de Slag om Hechtel. Via een omsingelingsbeweging in noordoostelijke richting langs Eksel, Overpelt en Neerpelt slaagden de Irish Guards erin het kanaal te bereiken. Door de verovering van de brug werd terugtrekkende Duitse troepen uit Hechtel de pas afgesneden. In de daaropvolgende dagen poogden de Duitsers de brug tevergeefs te heroveren, o.a. met bajonetgevechten en troepenversterkingen, waarbij ook burgerslachtoffers vielen. De brug kreeg van de Britten de naam Joe's Bridge als eerbetoon aan luitenant-kolonel John Ormsby Evelyn Vandeleur (initialen J.O.E.), bevelhebber van de Irish Guards. Een gedenksteen aan de voet van de brug herinnert aan de gebeurtenis op 10 september 1944.

## Operatie Market Garden
Joe's Bridge werd door veldmaarschalk Bernard Montgomery vervolgens aangeduid als bruggenhoofd voor de Operatie Market Garden. Op 17 september 1944 vertrokken Britse grondtroepen van dat offensief, de operatie Garden, over de brug richting het Nederlandse Valkenswaard en Eindhoven.
De brug is na de oorlog herbouwd. Hij vormt het vertrekpunt van het Airbornepad Market Garden, een ruim tweehonderd kilometer lang wandelpad naar Arnhem in de voetsporen van de geallieerde bevrijders. Het werd in september 2004, precies zestig jaar na de militaire operatie, geopend tijdens de bevrijdingsfeesten.

## Monument
In het Barrierspark in Lommel, is een herdenkingsmonument geplaatst. Het bestaat uit een steen met tekst en een luisterkei.

Joe's Bridge,

In Honour of the Irish Guards Group

Commanded by

Lieutenant Colonel J.O.E. Vandeleur DSO

Wich captured and held this Bridge

on 10th september 1944

Quis Separabit